# Станислав Дрянов
Станислав Тошков Дрянов (роден на 4 февруари 1995 г.) е бивш български футболист, полузащитник.

## Кариера

### Черноморец (Бургас)
Дебютира в А група с Черноморец (Бургас) на 5 октомври 2012 г. срещу Ботев (Враца).

### Ботев (Пловдив)
Станислав Дрянов подписва договор с Ботев (Пловдив) през юни 2014 г. След отличните си изяви за Ботев U21 срещу U21 отборите на Локомотив (Пловдив) и ЦСКА (София), Дрянов влиза като резерва за първия отбор при поражението с 1:3 от Локомотив (София) в 12-ия кръг на А група.
На 7 декември Дрянов влиза като резерва и играе през последните 10 минути при победата с 2:0 над ПФК Хасково. На 15 март 2015 г. Дрянов участва в последните минути при важната домакинска победа с 2:0 над ЦСКА (София).
На 3 май Дрянов влиза като резерва при поражението с 1:3 от Лудогорец (Разград) и в 80-ата минута пропуска чиста възможност за гол. Той влиза и през вторите полувремена на следващите два кръга от А група: загуба от Литекс (Ловеч) на 11 май и победа с 3:2 над ЦСКА (София) на 16 май. На 23 май Дрянов е включен в титулярния състав за дербито като гост срещу Берое (Стара Загора) и остава на терена до 85-ата минута, когато е заменен от Християн Казаков.
На 22 юли 2015 г. Станислав Дрянов е освободен от Ботев (Пловдив) със свободен трансфер.

### Нефтохимик (Бургас)
На 25 юли Станислав Дрянов подписва едногодишен договор с ПФК Нефтохимик (Бургас).

### Поморие
На 24 януари 2017 г. Дрянов подписва с ОФК Поморие.

### Черноморец 1919
От януари 2019 г. до януари 2020 г. играе за Черноморец 1919 (Бургас) във В група. Понастоящем се занимава с частен бизнес.

## Статистика по сезони
| Сезон    | Отбор           | Първенство | Мачове | Голове |
| -------- | --------------- | ---------- | ------ | ------ |
| 2012/13  | Черноморец (Бс) | А група    | 12     | 0      |
| 2013/14  | Черноморец (Бс) | А група    | 11     | 0      |
| 2014/15  | Ботев (Пд)      | А група    | 9      | 0      |
| 2015/16  | Нефтохимик (Бс) | Б група    | 19     | 1      |
| 2016/ес. | Берое (СтЗ)     | Първа лига | 2      | 0      |